# Csogyal
A csogyal Szikkim királyának megnevezése volt. Jelentése: király, uralkodó. 1642-1975 között a csogyal volt az abszolút hatalom letéteményese. Mikor 1975-ben a királyságot népszavazással eltörölték, Szikkim India 22. szövetségi állama lett.
A csogyal uralkodását megjövendölte Szikkim védőszentje, Rinpoche[forrás?] láma is. A 8. században élt láma megjósolta a király uralkodását, mikor megérkezett Szikkimbe. 1642-ben Yuksomban Puncog Namgyalt koronázták királlyá, Szikkim első uralkodójaként. A király koronázása nagy vallási esemény volt. Három tiszteletreméltó láma koronázta meg, akik három különböző irányból érkeztek: észak, nyugat és dél felől.
| Sorszám | Évszám | Uralkodó /Chogyal/      | Uralkodása alatti események |
| ------- | ------ | ----------------------- | --- |
| 1       | 1642   | Puncog Namgyal          | Szikkim első felszentelt királya trónra lép, és Yuksom lesz a főváros. |
| 2       | 1670   | Tenszung Namgyal        | Áthelyezi a fővárost Yuksomból Rabdentsebe. |
| 3       | 1700   | Csakdor Namgyal         | Féltestvére, Pendiongmu megpróbálja trónjáról letaszítani csakdort, de ő tibeti segítséggel királyként tér vissza országába. |
| 4       | 1717   | Gyurmed Namgyal         | Szikkimet megtámadja Nepál. |
| 5       | 1733   | Puncog Namgyal II       | Nepál megtámadja Rabdentse városát, amely később Szikkim fővárosa lesz. |
| 6       | 1780   | Tenzing Namgyal         | Az uralkodó elmenekül Tibetbe és száműzetésben hal meg. |
| 7       | 1793   | Cugpud Namgyal          | Áthelyezi a fővárost Rabdentseből Tumlongba. Szikkim és Brit India által kötött Titalia-egyezmény (1817) értelmében Nepáltól visszavették a korábban annektált területeket. A briteknek bérbeadta Dardzsilinget 1835-ben. 1849-ben két brit orvost/kémet foglyul ejtettek Szikkimben. Az ellenségeskedések odáig vezettek Brit India és Szikkim között, hogy aláírtak egy megállapodást, amiben Dardzsiling fennhatóságát végleg átengedték Brit Indiának. |
| 8       | 1863   | Szidkeong Namgyal       | - |
| 9       | 1874   | Thutob Namgyal          | A Jelepla melletti rendszeres brit-tibeti összetűzéseket követően a királyt, Claude White politikai felügyelete alá helyezték (1889). A fővárost 1894-ben Tumlongból Gangtokba helyezte át. |
| 10      | 1914   | Szidkeong Tulku Namgyal | - |
| 11      | 1914   | Tasi Namgyal            | 1950-ben szerződést kötött Indiával, amely szerint Szikkim India fennhatósága alá kerül. |
| 12      | 1963   | Palden Thondup Namgyal  | Egy súlyos betegség, valamint egy elbukott népszavazás (1975) után lemondott a trónról. Amerikába kivándorolt, az emigrációban meghalt 1982-ben. |
| 13      | 1982   | Vangcsuk Namgyal        | Névleges uralkodó (trónörökös), bábkirály, tényleges hatalma nincs. |